# Buccinasco
Buccinasco est une ville italienne d'environ 27 000 habitants située dans la ville métropolitaine de Milan, en Lombardie, dans le Nord-Ouest de l'Italie.

## Administration
| Période                                  | Période | Identité | Étiquette | Qualité |
| ---------------------------------------- | ------- | -------- | --------- | ------- |
|                                          |         |          |           |         |
| Les données manquantes sont à compléter. |         |          |           |         |

### Frazione
Gudo Gambaredo.

### Communes limitrophes
Milan, Corsico, Trezzano sul Naviglio, Assago, Zibido San Giacomo.